# 修道院

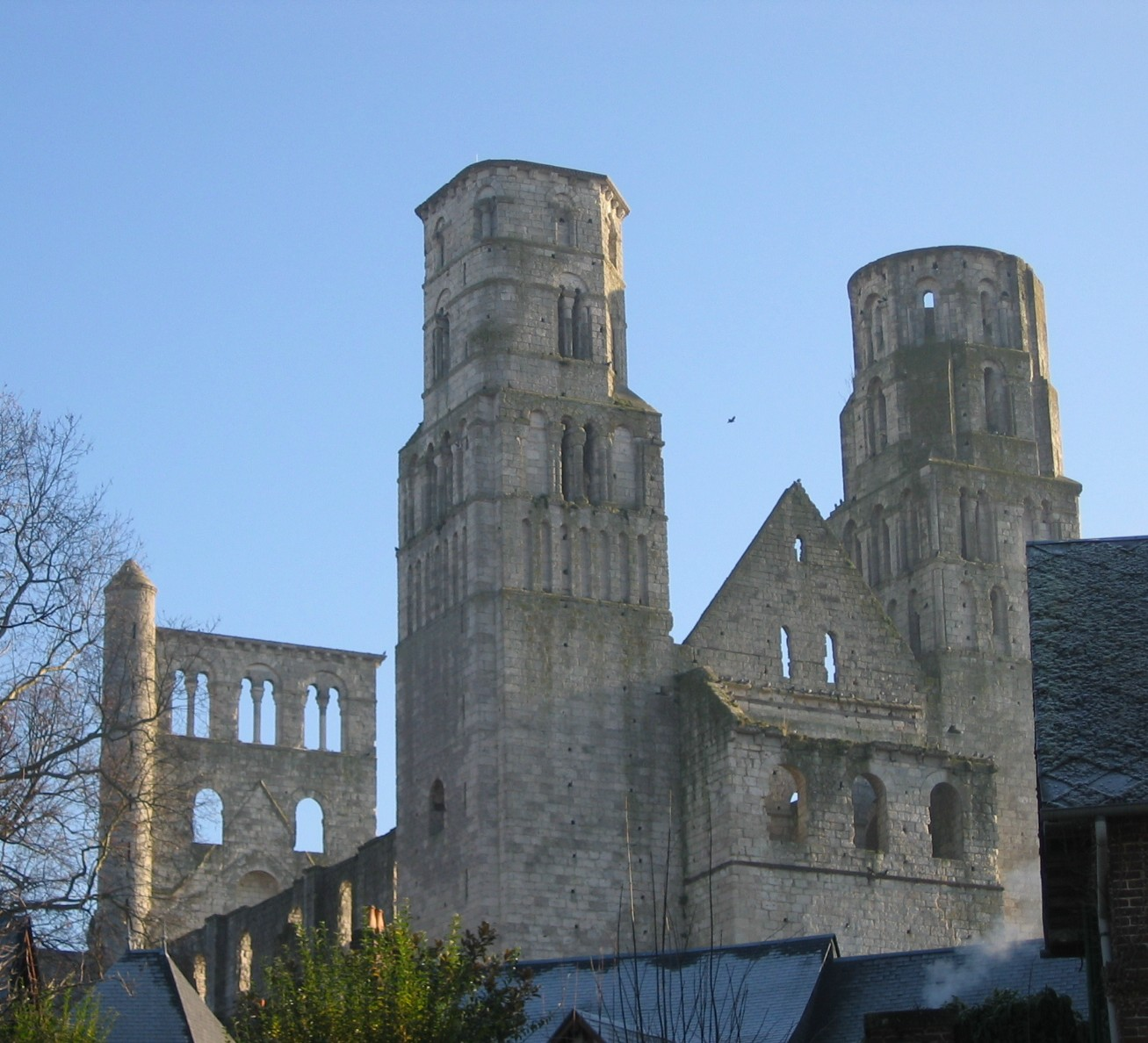
修道院

修道院或譯隱修院是一类基督教修道場所，由男修道院長（abbot）或女修道院院長（abbess）管理的隐修院教堂或以大教堂为中心的建筑群。大修道院一般包括一整套建筑和土地，以适应自给自足的教会组织的需要，用於宗教活動、工作以及修士和修女的居住。 
男性的修道院长「abbot」這個詞來自亚拉姆语，其意義是“父親”。他在團體是耶穌基督的代表，由團體中發永願的會士所推選出來的，女性的修道院長為「abbess」。基本上，他們有責任照顧整個團體和其成員在物質和精神上的需要。他們必須要明智的安排每一個人在團體中特別的職責。除了日常事務的安排，院長也是整個團體神修上的指導者和父親或母親。
這就是隱修的起源：埃及的聖安多尼為首，他們拋棄世上的榮華富貴，離開自己的家庭，到沙漠中專務祈禱。教會史上不少聖人都是來自隱修傳統，像聖額我略那齊盎、聖巴西略、聖金口若望、大馬士革聖若望、聖伯爾納、聖十字架若望、聖大德蘭、聖小德蘭等等。簡單的說，隱修的目的，就是捨棄世界的種種享受，而把自己完全奉獻給天主，專務祈禱，並靠著體力勞動養活自己。可以看作是不流血的殉道。
隱修院的核心：感恩祭典—彌撒聖祭，彌撒聖祭是任何一種天主教隱修院生活中最重要的部分，隱修院自然不例外。天主為人奉獻自己，並臨在於聖言、聖體及聖血中。而修士及修女將自己的生命奉獻給天主，並藉著分享教會的神聖祭獻，達到默觀與補贖的成果。彌撒時間則每座修院稍有不同。
隱修院的修士們及修女們在禮儀、默觀頌讀，個人祈禱和勞動中求得平衡。修士及修女全心尋找天主，度簡樸澹泊、勤勞克苦、靜默的隱修生活，以恆常祈禱，為世界和教會轉求天主。隱修士不出外從事使徒工作，但在隱修院外圍，視修院的人手多寡而定，備有客房提供給靜修的男女使用。隱修院的使命簡單來說就是成為隱修士及隱修女，完成在基督奧體內的職責，在隱修院內專心致意尋找天主，實行福音的勸諭，並為教會內所有的兄弟姊妹祈禱。基本上，度隱修生活是天主聖神的召叫，全心侍主、愛主，萬事以基督為圭臬，正如聖本篤在其會規上所說：「愛基督在萬有之上」（七十二章）。
勞動也是隱修士們及隱修女們重要的職責，聖本篤會規提及「每座修院要自食其力……幾時他們靠雙手操作度日，才算是真正的隱修士。」因此，每座修院視所處地區的情況及資源，發展出修院特有的事業。例如美國中部的革責瑪尼（Gethsemani）隱修院生產水果蛋糕及乳酪，加州新明谷（New Clairvaux）修院種植核桃及加州李，比利時的隱修院則大多出產啤酒等。
天主教會的隱修概念源自於中古世紀，希望透過更專注的隱修，為世人祈禱。一般修士及修女可以在外傳教、行善，但隱修士及隱修女除了祈禱、默觀、勞動外，不得外出；即使家人見面，也必須事先申請會客時間，看病時才能由他人陪同外出。但大多數隱修院的修士們及修女們歡迎來訪的客人一起至聖堂，參與彌撒、祈禱及經課。
不過各隱修院的規範仍有差異，某些隱修院，發過願的修士及修女，幾乎終身不外出。

## 外部連結
- Monastery and abbey index on sacred-destinations.com
- Abbeys of Provence, France （页面存档备份，存于） （法語）
- Abbey Pages on historyfish.net （页面存档备份，存于） - info on abbeys and monastic life, images from Photochrom collection